# Larus hyperboreus

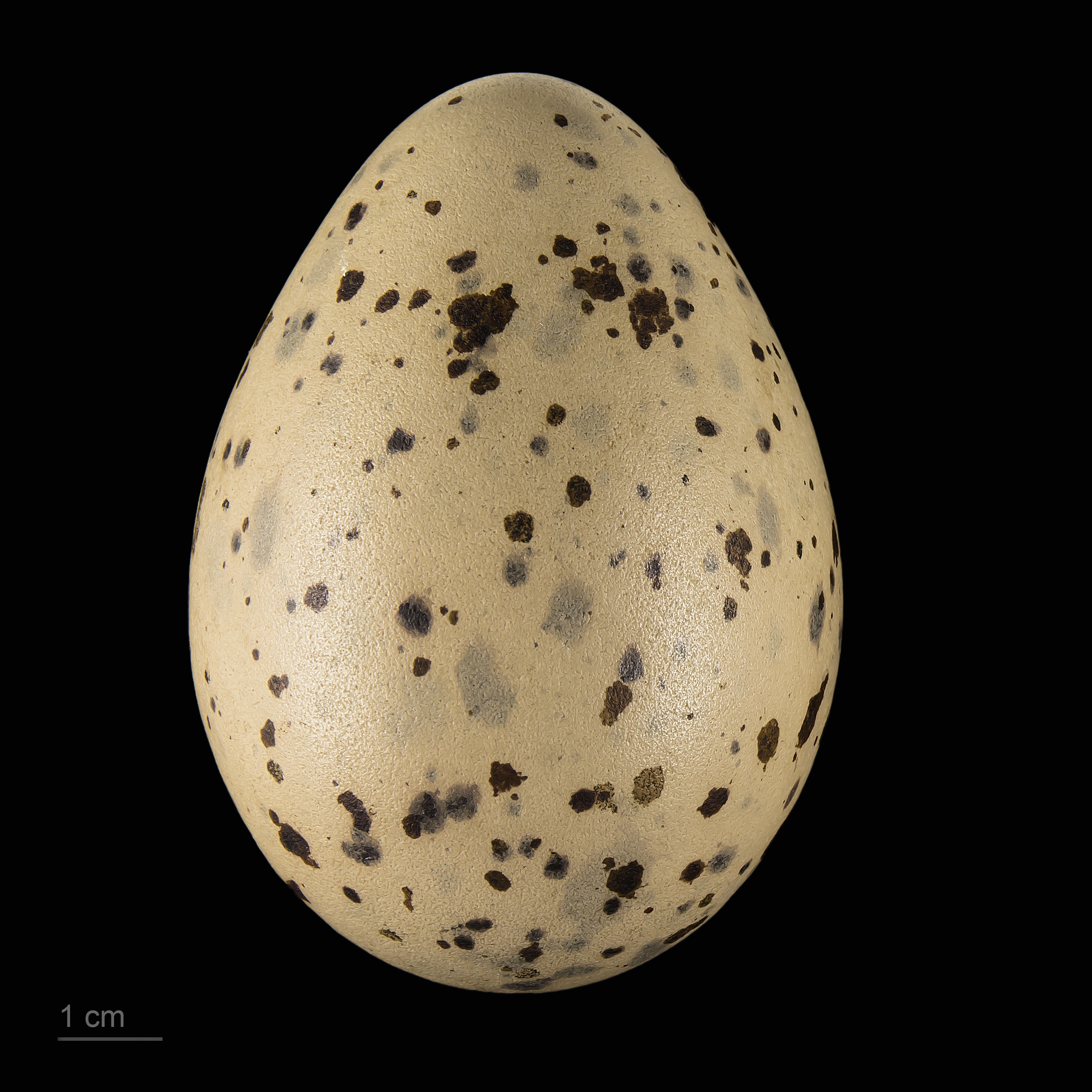
Larus hyperboreus - MHNT

El gavión hiperbóreo o gaviota hiperbórea (Larus hyperboreus) es una gaviota que se distribuye por las altas latitudes del hemisferio norte, en el Atlántico Norte y por el Ártico.

## Descripción
El gavión hiperbóreo es grande (62 hasta 68 cm de largo), tiene el pico largo y las alas relativamente cortas.
Pesa aproximadamente 1.200 hasta 2.000 gramos y su envergadura es 142-162 centímetros.

## Alimentación
Se alimenta de pequeños animales o de carroña. Los gaviones hiperbóreos son omnívoros.

Muchas veces se puede observarlos siguiendo los barcos pesqueros.

## Subespecies
Se conocen cuatro subespecies de Larus hyperboreus:
- Larus hyperboreus barrovianus Ridgway, 1886
- Larus hyperboreus hyperboreus Gunnerus, 1767
- Larus hyperboreus leuceretes Schleep, 1819
- Larus hyperboreus pallidissimus Portenko, 1939